# فرودگاه واتربری (کنتیکت)
فرودگاه واتربری (کانکتیکات)  (به انگلیسی: Waterbury Airport (Connecticut)) یک فرودگاه همگانی باربری است که یک باند فرود چمن دارد و طول باند آن ۶۱۱ متر است. این فرودگاه در کشور ایالات متحده آمریکا قرار دارد و در ارتفاع ۲۵۹ متری از سطح دریا واقع شده است.